# Stalhille

Stalhille é uma vila e deelgemeente do município belga de Jabbeke, na província de Flandres Ocidental.

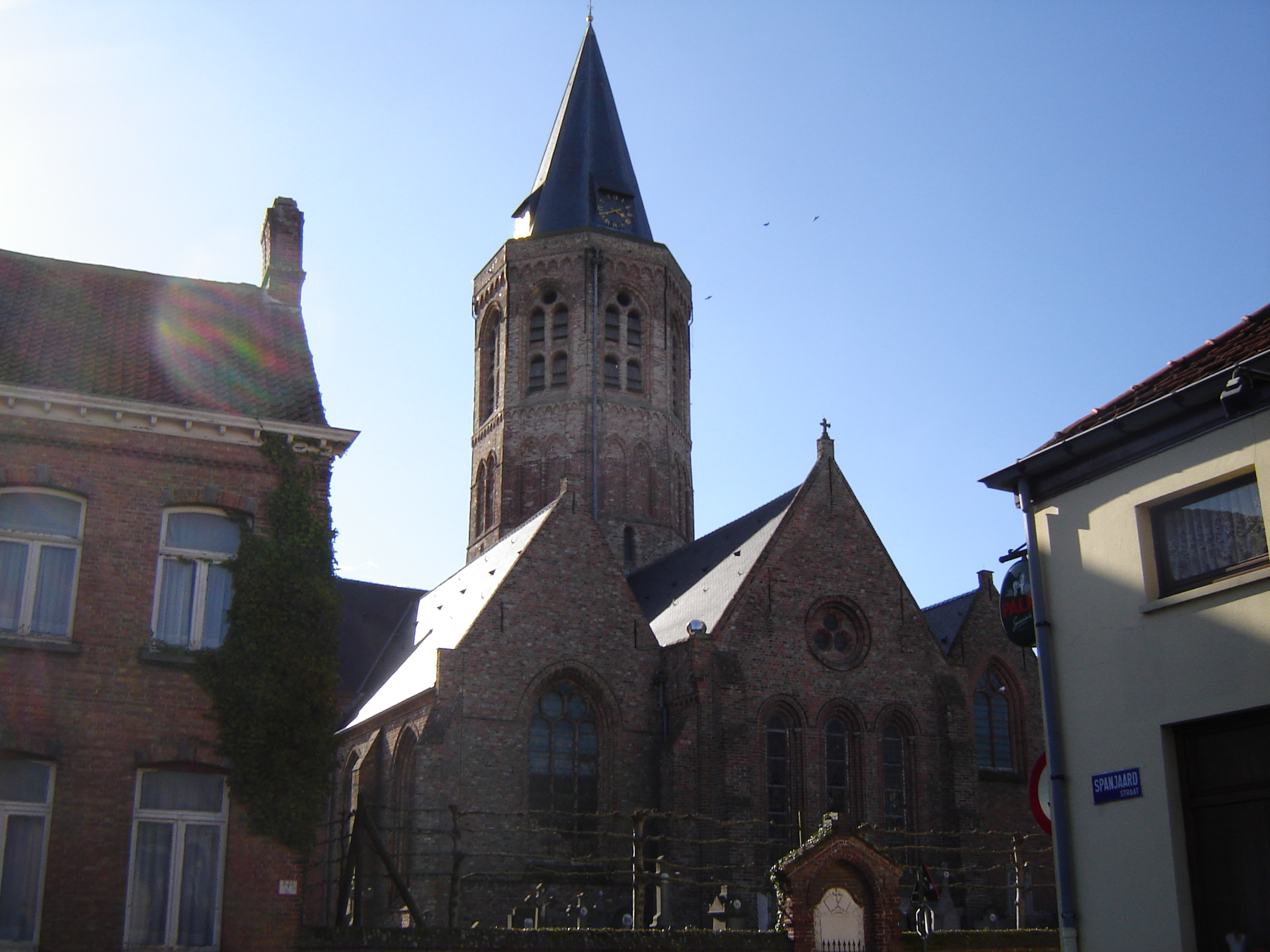
Igreja de Sint-Jan-de-Doperke, em Stalhille.